# Zola Jesus
Nicole Rose Hummel, más conocida por el nombre artístico de Zola Jesus, es una cantante y compositora estadounidense. Ha lanzado tres EP y tres álbumes de larga duración que combinan electrónica, industrial, clásica, gótica e influencias de rock experimental.

## Discografía

### Álbumes de estudio
- The Spoils (2009, Sacred Bones Records)
- Stridulum II (2010, Souterrain Transmissions)[3]
- Conatus (2011, Sacred Bones Records, UK #144[4])
- Taiga (2014, Mute Records)
- Okovi (2017, Sacred Bones Records)
- Arkhon (2022, Sacred Bones Records)

### EP
- Tsar Bomba (2009, Troubleman Unlimited Records)
- Stridulum (2010, Sacred Bones Records)
- Valusia (2010, Sacred Bones Records)

### Splits, compilaciones y colaboraciones
- "Hold On," "Mother," "In Earth's Palm," "The Bull and the Ram," and "This Is My Last GoodBye" on Former Ghosts' – Fleurs (2009, Upset The Rhythm)
- Burial Hex/Zola Jesus – Untitled LP (2009, Aurora Borealis Records)
- New Amsterdam (2009, Sacred Bones Records)
- "Year of the Ox" with Fucked Up (2010, Merge Records)
- "Chin Up," and "Only In Time" on Former Ghosts' New Love (2010, Upset the Rhythm)
- LA Vampires/Zola Jesus – LA Vampires Meets Zola Jesus EP (2010, Not Not Fun Records)
- "Intro" on M83's Hurry Up, We're Dreaming (2011,  Naïve Records)
- "New France" on Orbital's  Wonky (2012, ACP)

### Sencillos
| Fecha | Título           | Respaldado con                       | Sello discográfico       | Formato   |
| ----- | ---------------- | ------------------------------------ | ------------------------ | --------- |
| 2008  | "Poor Sons"      | "The Way, Dog"                       | Die Stasi                | 7" single |
| 2008  | "Soeur Sewer"    | "Odessa"                             | Sacred Bones             | 7" single |
| 2010  | "Poor Animal"    | "I Can't Stand"                      | Souterrain Transmissions | 7" single |
| 2012  | "In Your Nature" | "In Your Nature (David Lynch Remix)" | Sacred Bones             | 7" single |